# 赤石浩一
赤石 浩一（あかいし こういち、1962年〈昭和37年〉11月23日 - ）は、日本の経産官僚。

## 来歴
1962年（昭和37年）11月23日、東京都で出生。当初は物理学者を志望していたが、政策立案に携わる仕事を志して、1985年（昭和60年）に東京大学法学部を卒業し、同年、通商産業省へ入省した。入省後、資源エネルギー庁省エネルギー石油代替エネルギー対策課、科学技術庁長官官房総務課、産業政策局商務流通グループ商務室を経て、1992年（平成4年）にハーバード大学へ留学。帰国後、資源エネルギー庁政策企画官、資源エネルギー庁長官官房国際課企画官（国際戦略担当）、経済産業研究所フェロー、資源エネルギー庁エネルギー政策企画室長、通商政策局米州課長、JETROブリュッセルセンター（日本機械輸出組合ブラッセル事務所）事務所長、商務情報政策局情報政策課長、経済産業省大臣官房会計課長併監査室長、内閣官房副長官補室日本経済再生総合事務局次長、経済産業省大臣官房審議官（通商政策局担当）、内閣官房内閣審議官（内閣官房副長官補付）併内閣府大臣官房審議官（科学技術・イノベーション担当）などを歴任。
立地政策、石油代替エネルギー政策、科学技術政策 、商品取引政策、自由時間政策、世界貿易機関、アジア太平洋経済協力、サービス産業などを担当した他、インターネット黎明期にインターネットビジネスを立ち上げて海外とのネットワーク形成に関わり、医療情報のデジタル化等に携わった。また、小泉政権下における経済産業省内のIT本部創設、民主党政権下における経済産業省の情報政策全般の総括を担い、第2次安倍政権下ではアベノミクスの第三の柱を担当。デジタル化へ向けた全般的な構造改革を打ち出し、日本・オーストラリア経済連携協定の交渉などをまとめた。
2018年（平成30年）7月27日、内閣府政策統括官（科学技術・イノベーション担当）に就任。在任中、ソサエティー5.0、AI戦略、スマートシティプラットフォーム、セキュリティを含んだサイバーフィジカルR&D等を推進した。
2019年（令和元年）7月9日、内閣官房内閣審議官に就任。
2021年（令和3年）4月1日、内閣府科学技術・イノベーション推進事務局長に就任。同年9月1日、デジタル庁デジタル審議官に就任。
2023年（令和5年）7月7日、退職。

## 人物
- 小学生の頃に寸劇でサラリーマンの「ペーぺー」を演じた経緯で同級生から「ペーぺー」という愛称で呼ばれていた[10]。
- 経済学者の松井彰彦とはイギリス・サセックスの立教英国学院で出会い、小学生の頃は彼とサッカーに興じる仲であった[10]。大学卒業後は音信不通となっていたが、赤石が経済産業研究所に勤めていた頃に再会した[10]。